# آدراتیکلیت
آدراتیکلیت نام یک سرده از تیره پوشیده خزندگان است. فسیل کشف شده وی حاکی از زندگی آدراتیکلیت در دوره ژوراسیک میانه می‌باشد. بقایای این دایناسور در نزدیکی شهر بولاهفا در مراکش یافت شد. گونه خاص این سرده Adratiklit boulahfa نام دارد.

## توصیف
دارای یک بیرون زدگی خشن مثلثی کوچک در کمر، و بالای هر بند مهره کمر است. با مهره‌های پشتی، لایه‌های سانتروپاراپوفیزیال، پشته‌های بین بدن مهره و پاراپوفیزها. این صفات برای هر دایناسوری واقعاً بی نظیر است.

## کشف و نامگذاری

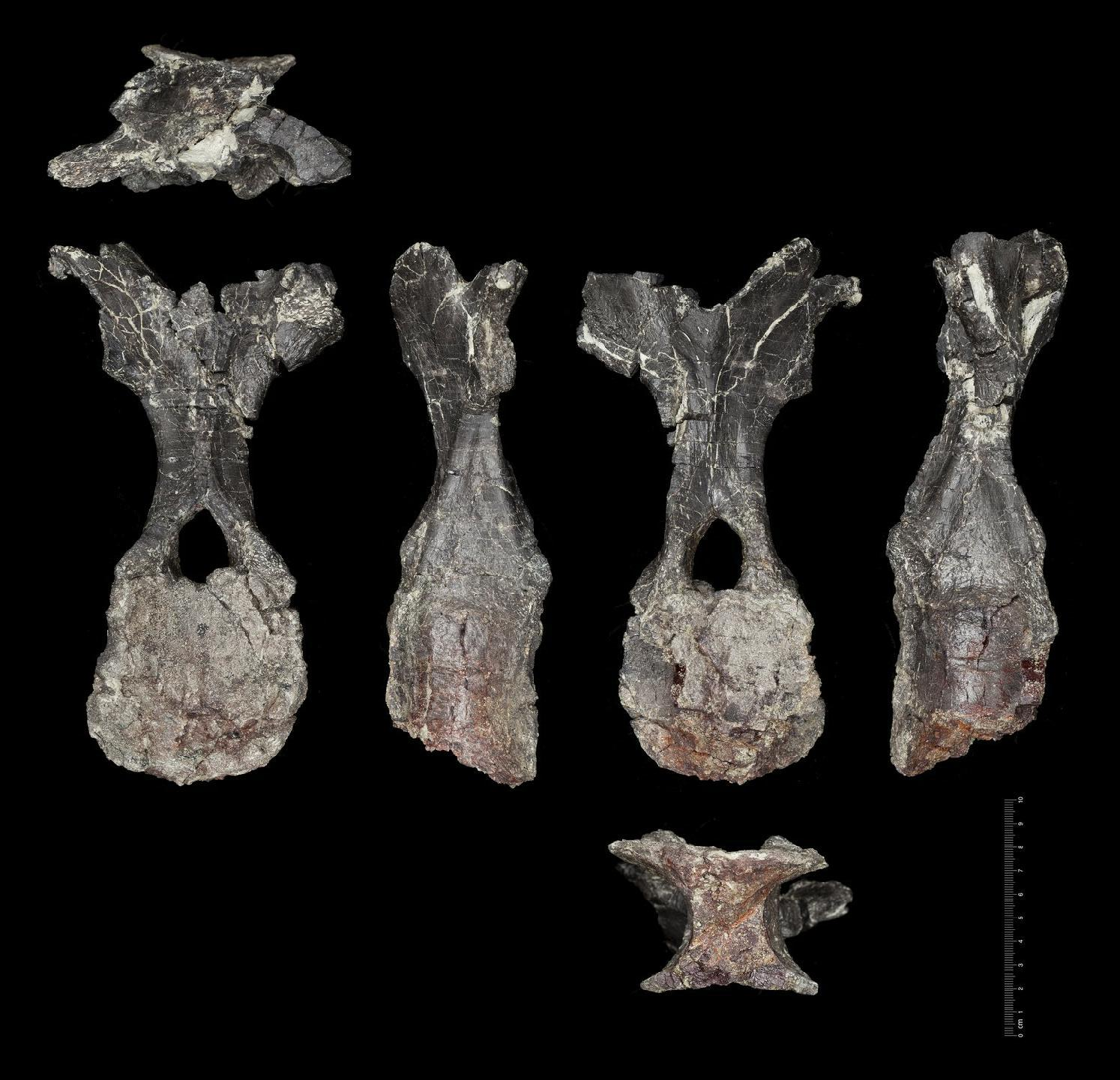
نمونه‌ای از مهره‌های عقبی (NHMUK PV R37366) استگوزور Adratiklit boulahfa در دید های عقب، پسین، لغزش سمت چپ، جلو، لغزش سمت راست، و تحتانی.

پوشیده خزنده سانان در دوره ژوراسیک میانه در لوراسیا بسیار فراوان بودند اما بقایای کمی از آنها در گوندوآنا یافت شده‌است. آدراتیکلیت قدیمی‌ترین سرده پوشیده خزندگان است که در کل دنیا وجود داشتند و شاید اثری از نیای این تیره به همراه خود داشته باشد. Susannah C.R. Maidment , Thomas J. Raven و Paul M. Barrett در ۱۶ اوت ۲۰۱۹ در نزدیکی بولاهفا در مراکش فسیل‌های زیر را کشف کردند. (در فسیل‌ها کد کاتالوگ آنها نیز درج شده): مهره پشتی، NHMUK PV R37366 است. نمونه‌های ارجاع شده شامل سه مهره گردنی (NHMUK PV R37367 و NHMUK R37368)، نمونه دوم متشکل از یک سری از دو استخوان مفصل)، یک مهره پشتی (NHMUK PV R37365) و یک لگن سمت چپ (NHMUK PV R37007).